# 苹果 (电影)
《苹果》，中国大陆电影，李玉导演，由梁家辉、佟大为、金燕玲及范冰冰主演。

## 劇情
刘苹果和丈夫安坤是中国东北的年轻夫妇，他们为了更好的生活搬到了北京。苹果和安坤住在破旧的公寓里，靠打零工维持生计。安坤做洗窗工，苹果在金盆洗脚城做按摩师。洗脚城老板林东是广东来的中年有钱人，妻子王梅无法生育。
苹果的好朋友小妹用修甲刀把客人腳指甲弄傷了，很快便被林东解雇。苹果为了表示同情，带着她出去喝酒喝醉了，回到洗脚城后在空無一人的工作間里晕倒。林东强奸了她，被正在清洗大楼窗户的安坤看到了。安坤开始威脅林东，勒索两万块钱未果，便直接去找王梅，卻被王梅勾引。
不久，蘋果懷孕了，不過安坤和林东都不能确定谁是孩子的父亲。然而，正好王梅不孕不育，安坤和林东便達成了一樁協議，安坤首先可以得到兩万塊錢的精神损失费，孩子生下來后如果發現是林东的血型，就歸林东撫養，安坤再拿十萬塊錢。如果孩子是安坤的，就不給錢，孩子歸安坤和蘋果。此外，如果林东再次和蘋果做愛，王梅就和他離婚，財產一人一半。蘋果曾有墮胎的打算，但最終還是放棄了。
随着蘋果的肚子一天天變大，林东越來越相信自己就是孩子的父親。然而，当孩子出生后，安坤发现这确实是自己的孩子。但是，他无法拒绝那笔钱，於是讓醫生篡改了血型，讓林东以爲这是他的儿子。然而，看到林东和孩子在一起很开心，安坤的嫉妒心越来越强，最後決定绑架这个孩子。林東發現後報警，安坤被捕入獄。释放后（可能有决定离婚的王梅幫忙），安坤找到林東，把錢退給他，想要回孩子，林东果斷拒绝了。之後，蘋果拿了安坤还回來的钱，离开了林東家，带着孩子跑了。影片最后，林东和安坤開車找她，在繁忙的公路上，他們的車壞了，兩人把車推到路邊。

## 演員
- 梁家輝 飾 林東
- 范冰冰 飾 劉蘋果
- 佟大爲 飾 安坤
- 金燕玲 飾 王梅
- 曾美惠孜 飾 小妹
- 鮑振江 飾 張醫生
- 方勵 飾 劉老板
- 鄭金航 飾 林東女友甲
- 張曼楊 飾 林東女友乙
- 黃愛玲 飾 林東女友丙
- 孟慶龍 飾 警察老王
- 鄒毅 飾 年輕警察甲
- 黃濤 飾 年輕警察乙
- 董立範 飾 美容胖女
- 林曉鶴 飾 江湖醫生
- 呂琰 飾 莎莎
- 劉倩 飾 流產女
- 函笑 飾 女按摩師甲
- 高金蒂 飾 女按摩師乙
- 和培仁 飾 林東好友甲
- 戴彬 飾 林東好友乙
- 王龍生 飾 林東好友丙
- 危嘉 飾 林東好友丁
- 呂濤 飾 林東好友戊
- 張國友 飾 高層清潔工
- 王桂英 飾 婦產女醫生
- 董張慧 飾 護士甲
- 黃曉男 飾 護士乙
- 姜少華 飾 洗脚客人周老板
- 牛軍 飾 公寓保安
- 王明明 飾 洗脚城經理
- 陸建國 飾 洗脚城保安甲
- 王小煜 飾 洗脚城保安乙
- 劉春和 飾 鬧事客人甲
- 韓中 飾 鬧事客人乙
- 劉濤 飾 囚犯甲
- 胡澤艳 飾 囚犯乙

## 禁映
2007年2月，在柏林电影节举行首映，并未放映经国家广播电影电视总局电影局审查通过的删减版，放映了完整版，其中包括范冰冰和佟大为的全裸镜头及赌博场景。制片人方励在接受采访时解释，由于时间紧迫，德语和英语字幕的删节版拷贝未能制作出来导致的。11月30日，《苹果》在中国内地上映，内容引起争议。该片在香港被定为三级片，在中國大陆上映时剪除了露点部份。
2007年3月，国家广电总局电影局副局长张宏森在江苏省现实题材电影、电视剧创作座谈会上“炮轰”范冰冰主演的《苹果》“对时代有侮辱性描写”，表示他很不喜欢《苹果》的剧情。同时也批评了《三峡好人》、《十三棵泡桐》等热门电影。
2008年1月4日，该电影被广电总局认为涉嫌传播色情内容，因此在中国大陸全面禁映。吊销影片的《电影片公映许可证》。没收未经审查通过的影片拷贝及相关素材，制片单位15天内将拷贝等送达总局电影局；停止该片在影院发行、放映；停止其网络传播；建议有关行政部门停止其音像制品的发行。取消北京劳雷影视文化有限责任公司两年内摄制电影的资格；该公司的法定代表人方励，两年内禁止从事相关电影业务。